# Guillaume Triébert
Pour les articles homonymes, voir Triébert.
Guillaume Triébert (né le 24 février 1770 à Storndorf bei Alsfeld (Landgraviat de Hesse); décédé le 5 juin 1848 à Paris) était un facteur d'instruments à vent français provenant de Laubach (Hesse) et est considéré comme le fondateur du hautbois français.

## Biographie
Né en Hesse sous le nom de Ludwig Wilhelm Triebert, Guillaume Triébert a appris le métier de facteur d'instruments de musique en Allemagne. En 1804, il émigre à Paris. Guillaume Triébert combine l'invention du roulement à billes vissé (Claude Laurent), l'utilisation de ressorts à aiguilles (Louis Auguste Buffet) et l'utilisation d'anneaux mobiles (Theobald Boehm) sur un hautbois. En même temps, il rétrécit le diamètre de la perce conique et crée ainsi un contraste avec la perce large allemande. 
En 1810, il reçoit le titre de « maître facteur » qui l'autorise à ouvrir son propre atelier qu'il fonde la même année.
En 1811, il obtient la citoyenneté française.
A l’Exposition des produits de l'industrie française de 1827, il présente pour la première fois ses instruments : flûte à patte d’ut, hautbois, cor anglais et hautbois baryton. En 1834, ses hautbois sont jugés « supérieurs à tous ceux du même genre ».
Vers 1840, il met au point le système 3 pour hautbois avec une lunette de fa  et un nombre variable de clefs (entre 8 et 12, 11 en général), dont une clef de demi-trou, une clef de do-si grave et une deuxième clef d’octave, puis en 1843 le système 4 pour hautbois disposant de 15 clefs.
Dans son atelier de facture instrumental, six modèles de hautbois différents ont été créés au fil du temps, dont le système 6 qui a été déclaré modèle officiel par le Conservatoire de Paris en 1881. Son développement ultérieur mené par François Lorée, ancien chef d’atelier chez Triébert, qui fonde en 1881 sa propre maison F. Lorée, a conduit au hautbois moderne connu sous le nom de modèle « Conservatoire » à plateaux dès 1906, qui est très majoritairement répandu aujourd'hui dans le monde (à l'exception du hautbois viennois ). 
De plus, Guillaume Triébert est également crédité pour avoir inventé le premier mécanisme d'octave entièrement automatique (changement sol / la).
Guillaume Triébert décède en 1848 et laisse à ses fils Charles-Louis Triébert (1810-1867) et en particulier Frédéric Triébert (1813-1878), son fils cadet, le soin de continuer l’aventure de l’atelier familial, connu comme la maison Triébert.
La famille Triebert avait dans leurs proches des hautboïstes importants comme Henri Brod et Apollon Marie-Rose Barret, célèbres pour leurs méthodes et études instrumentales. 
Adresses connues de la maison Triébert:
- 1810: 154 rue Saint-Georges (Paris);
- 1810-1830:  26 rue Guénégaud;
- 1830-1837: 26 rue Dauphine;
- 1837-1855: 132 rue Montmartre;
- 1855: 130 rue Montmartre;
- 1855-1862: 'Triébert' & Cie.', 11 rue Saint-Joseph (Paris);
- 1863/64-1878: 6 rue de Tracy.